# 이규형 (1994년)
이규형(1994년 7월 5일 ~ )은 대한민국의 배우다. 2020년 웹드라마 '더 폴리스'로 데뷔했다.

## 방송
- PRODUCE X 101 (2019) - 발표순위 76위
- 더 폴리스 (2020) - 김승찬 역
- 썸에어 (2021) - 이규형 역

## 영화
- 용의자X (2012) - 고등학생 석고 역